# Triaspis letestuana
Triaspis letestuana är en tvåhjärtbladig växtart som beskrevs av Georg Oskar Edmund Launert. Triaspis letestuana ingår i släktet Triaspis och familjen Malpighiaceae. Inga underarter finns listade i Catalogue of Life.